# Lauren Gray
Pour les articles homonymes, voir Gray.
Lauren Gray, née le 3 novembre 1991 à Glasgow en Écosse, est une curleuse écossaise. 
Elle participe sous les couleurs de la Grande-Bretagne aux Jeux olympiques d'hiver de 2014 à Sotchi et y remporte la médaille de bronze.
Elle rejoint l'équipe d'Eve Muirhead en 2016 et remporte la médaille de bronze lors du championnat du monde 2017.

## Palmarès

### Jeux olympiques
- Médaillée de bronze olympique lors des Jeux olympiques d'hiver de 2014 à Sotchi. ( Russie)

### Championnats du monde
- Championne du monde lors du Championnat du monde 2013 à Riga. ( Lettonie)
- 4e du Championnat du monde 2015 à Sapporo. ( Japon)
- 5e du Championnat du monde 2016 à Swift Current. ( Canada)

### Championnats d'Europe
- Vice-championne d'Europe lors du Championnat d'Europe 2013 à Stavanger. ( Norvège)
- Troisième lors du Championnat d'Europe 2014 à Champéry. ( Suisse)
- Troisième lors du Championnat d'Europe 2016 à Glasgow. ( Écosse)